# Особистий прапор королеви Нової Зеландії

Особистий прапор королеви Нової Зеландії

Особистий прапор королеви Нової Зеландії був особистим прапором королеви Єлизавети II у її ролі королеви Нової Зеландії. Він був схвалений для використання в 1962 році, і використовувався королевою, коли вона була в Новій Зеландії. Представник королеви, генерал-губернатор Нової Зеландії, використовував окремий прапор.

## Історія
11 жовтня 1962 року королева оголосила про прийняття спеціального особистого прапора для використання під час її туру Новою Зеландією з 6 по 18 лютого 1963 року, він використовувався до її смерті у 2022 році.

## Опис

Основою для прапора є щит герба Нової Зеландії.

Прапор має той самий базовий шаблон, який використовувала тодішня королева в кількох інших королівствах з 1960-х років: це щит герба країни (наприклад, герба Нової Зеландії) у формі прапора, в поєднанні з її особистим прапором (блакитний круг, оточений гірляндою троянд, що оточує короновану літеру «Е», все в золоті).

## Коронаційний штандарт

Коронаційний штандарт для представлення Нової Зеландії

Під час церемонії коронації монарха у Вестмінстерському абатстві «штандарти» різних країн несуть різні офіційні особи під час процесії всередині абатства. Ці прапори є гербом країни як прапор. Для Нової Зеландії, на відміну від Канади та Австралії, прапор залишився таким самим для короля Георга V, короля Георга VI та королеви Єлизавети II у 1911, 1937 та 1953 роках відповідно. Банер був у пропорції 3:4.  